# بیمارستان ابن سینا مشهد
بیمارستان ابن سینا یک مجتمع درمانی_آموزشی تخصصی است که اختصاصأ با اختلالات و ناهنجاری‌های روانی سرو کار دارد که در سال ۱۳۵۹ تأسیس گردیده‌است. این مرکز زیرنظر دانشگاه علوم پزشکی مشهد اداره می‌گردد.
تعداد تختهای مصوب = ۷۵۰
تعداد تختهای فعال = ۶۴۵

## تاریخچه
بیمارستان و مرکز آموزش روان‌پزشکی ابن سینا فعالیت خود را در سال ۱۳۵۹ هجری خورشیدی تحت عنوان «مرکز جامع روانی» در محلی واقع در خیابان احمدآباد مشهد آغاز کرد. چیزی نگذشت که این مرکز به مکانی دیگر واقع در میدان فردوسی مشهد انتقال یافت وتحت عنوان «بیمارستان رازی» زیر نظر سازمان تأمین اجتماعی به فعالیت‌های خود ادامه داد.
در همین سال‌ها مسئولیت اداره، سرپرستی، وخدمت رسانی به بیمارستان حجازی واقع در خیابان خواجه ربیع مشهد نیز بر عهده این بیمارستان گذاشته شد.
در سال ۱۳۶۷ مجدداً بیمارستان ابن سینا (بیمارستان رازی آن زمان) تغییر مکان داد و در محل جدیدیکه همان محل کنونی است مستقر شد. همچنین نام بیمارستان از بیمارستان رازی به بیمارستان ابن سینا و سپس بیمارستان و مرکز آموزش روان‌پزشکی ابن سینا تغییر کرد. بعلاوه از آن تاریخ به بعداین مرکز به عنوان یکی از واحدهای تابعه دانشگاه علوم پزشکی مشهد فعالیت خود را دنبال کرد.
در سال ۱۳۷۹ مرکز بهداشت روانی و روان‌پزشکی شفا که یکی از بیمارستان‌های وابسته به دانشگاه علوم پزشکی مشهد بود منحل گردید و کلیه وظایف آن اعم از آموزشی و درمانی به بیمارستان ابن سینا محول شد. این تحول به نوبه خود مسئولیت‌ها و وظائف بیمارستان ابن سینا را افزایش داد.

## مساحت و زیربنا
بیمارستان ابن سینا در زمینی به مساحت ۱۳۱۰۸۸ مترمربع ساخته شده‌است. حدود ۲۷ هزار متر مربع از این مساحت را ساختمان‌های مختلف از جمله بخش‌ها، درمانگاه‌ها پاراکلینیکها، ساختمان اداری، ساختمان آموزشی، کتابخانه و آمفی تأتر، تأسیسات و سایر واحد تشکیل می‌دهد و مابقی به فضای سبز، پارکینگ، زمین ورزشی برای بیماران، خیابان کشی، و محوطه سازی اختصاص یافته‌است.